# Brørups kommun
Brørups kommun var en kommun i Ribe amt i Danmark. Sedan 2007 ingår den i Vejens kommun.